# 쇼코왕
쇼코왕(일본어: 尚灝王 상호왕[*]; 1787년 7월 14일 ~ 1834년 7월 5일)은 류큐왕국 제2쇼씨 왕조의 제17대 류큐 국왕(재위: 1804년 ~ 1834년)이자 제23대 류큐 국왕이다. 그는 생일을 9일 앞두고 1834년 7월 5일, 47세의 나이로 세상을 떠났다.
아버지 쇼데쯔(尚哲)는 14대 쇼보쿠왕의 세자였으나 왕위에 오르지 못하고 세상을 떠난다. 쇼보쿠왕이 사망하자 둘째 형인 쇼온왕이 천조하여 15대 국왕이 되었다. 이어 쇼온왕이 별세하고 그의 아들 쇼세이왕이 불과 3세의 나이로 왕위에 오르지만 이듬해 서거(逝去)하여 결국 쇼코왕이 왕위에 오르게 되었다. 만년에 정신질환을 앓았으므로 1828년(도광 8년) 세자 쇼이쿠왕이 섭위하였다. 만년에는 주님(일본어: 主御主)으로 불렸다.
재위 중 미야코・야에야마 방면(일본어: 宮古・八重山方面)으로의 파견의사 증원 외에 류큐의 형법(Ryukyu Code of Law)전인 『류큐과 율법』을 보정하는 『신집과율』 편찬사업이 있었다. 1816년에는 바질 홀(en:Basil Hall)이 신사를 방문해 내류(來留)했다.

## 가족
- 아버지: 왕세자 쇼테쯔(尚哲)
- 어머니: 키코에오오기미카나시 쇼씨 토쿠타쿠(聞得大君加那志 向氏徳沢, 아명은 마나베타루카네 真鍋樽金)
- 배우자:
  - 왕비: 사시키아지카나시 쇼씨 준토쿠(佐敷按司加那志 向氏順徳, 아명은 오모카메타루카네 思亀樽金)
  - 부인:
    - 구시켄아지카나시 쇼씨 마마츠가네(具志堅按司加那志 向氏真松金)
    - 코하구나아지 쇼씨 란케이(古波蔵按司 向氏蘭渓, 아명은 마나베타루 真鍋樽)

  - 처(妻):
    - 오나하아고모시라레 류씨 후쿠간(小那覇阿護母志良礼 劉氏福岩, 아명은 마우시가네 真牛金)
    - 마에다아고모시라레 시씨 란시쯔(前田阿護母志良礼 史氏蘭室, 아명은 마우시가네 真牛金)
    - 자키미아고모시라레 타이씨 쟈쿠쇼(座喜味阿護母志良礼 戴氏寂照, 아명은 마카토타루 真加戸樽)
    - 마타요시아고모시라레 센씨 세쯔테이(又吉阿護母志良礼 泉氏雪庭, 아명은 오모토가네 思戸金)
    - 미야기아고모시라레 센씨 마쯔루가네(宮城阿護母志良礼 泉氏真鶴金)
    - 우에마아고모시라레 코씨 마쿠레세가네(上間阿護母志良礼 顧氏真呉勢金)
    - 나카니시아고모시라레 겐씨 지운(仲西阿護母志良礼 元氏慈雲, 아명은 오모타케타루가네 思武樽金)
    - 쟈나도아고모시라레 진씨 테이시쯔(謝名堂阿護母志良礼 任氏貞室, 아명은 오모카메타루 思亀樽)
- 자녀:
  - 장남: 쇼이쿠왕(尚育王)
  - 차남: 쇼요(尚膺)
  - 삼남: 쇼톤(尚惇, 일본 이름: 오자토왕자 쵸쿄 大里王子朝教)
  - 사남: 쇼이(尚怡)
  - 오남: 쇼켄(尚健, 일본 이름: 이에왕자 쵸쵸쿠 伊江王子朝直)
  - 육남: 쇼켄(尚謙, 일본 이름: 요시무라왕자 쵸쇼 義村王子朝章)
  - 칠남: 쇼신(尚慎, 일본 이름: 타마가와왕자 쵸타쯔 玉川王子朝達)
  - 팔남: 쇼텐(尚腆)
  - 구남: 쇼슈(尚脩, 일본 이름: 나고왕자 쵸무 名護王子朝睦)
  - 장녀: 오나가옹주 마나베타루(翁長翁主 真鍋樽)
  - 차녀: 시키나옹주 오모카메가네(識名翁主 思亀金)
  - 삼녀: 키코에오오기미카나시 마쯔루가네(聞得大君加那志 真鶴金)
  - 사녀: 아무로옹주 쇼씨 슌타쿠(安室翁主 尚氏春沢, 아명은 마우시가네 真牛金)
  - 오녀: 카미다옹주 마쿠레세가네(嘉味田翁主 真呉勢金)
  - 육녀: 오모카메타루가네(思亀樽金)
  - 칠녀: 카테카루옹주 쇼씨 젠시쯔(嘉手苅翁主 尚氏善室, 아명은 마쯔루가네 真鶴金)
  - 팔녀: 오나하옹주 쇼씨 교쿠렌(小那覇翁主 尚氏玉蓮, 아명은 마나베타루 真鍋樽)
  - 구녀: 요나하옹주 쇼씨 신수이(与那覇翁主 尚氏真水, 아명은 오모카메타루 思亀樽)
  - 십녀: 이시미네옹주 쇼씨 슈게쯔(石嶺翁主 尚氏秋月, 아명은 마아카리가네 真麻刈金)
  - 십일녀: 마키시옹주 쇼씨 바이신(牧志翁主 尚氏梅心, 아명은 오모토가네 思戸金)
  - 십이녀: 오모토가네(思戸金)
  - 십삼녀: 아사토옹주 마우시가네(安里翁主 真牛金)
  - 십사녀: 마나베타루가네(真鍋樽金)
  - 십오녀: 미야히라옹주 마카토타루가네(宮平翁主 真加戸樽金)
  - 삽육녀: 마우시가네(真牛金)
  - 삽칠녀: 카케보쿠옹주 오모타케오오가네(掛保久翁主 思武大金)